# TORCS
TORCS (The Open Racing Car Simulator) es un simulador de carreras de coches de código abierto en 3D disponible para GNU/Linux, FreeBSD, Mac OS X y Microsoft Windows. TORCS fue creado por Eric Espie y Guionneau Christophe, pero el desarrollo del proyecto está encabezado por Bernhard Wymann. Está escrito en C++ y está disponible bajo la GNU GPL. TORCS está diseñado para permitir IA pre-programadas pilotos en uno contra el otro, al tiempo que permite al usuario controlar un vehículo usando un teclado, un ratón, o volante.
- Datos: Q1635452
- Multimedia: TORCS / Q1635452